# Vallgornera Vell
Vallgornera Vell és una possessió del terme de Llucmajor, Mallorca. Està situada a la Marina, confronta amb la urbanització de Vallgornera, devora la mar, i amb les possessions de Vallgornera Nou, es Pas, Cala Pi i Guiamerà.

## Construccions
Les cases de la possessió es construïren a partir de la torre de defensa. El conjunt es troba envoltat d'un mur construït recentment per protegir-les d'un camí públic que passa just arran de l'habitatge, i separa així la finca deixant les cases a una banda del camí i algunes instal·lacions agrícola-ramaderes a l'altra banda. El conjunt de les cases envoltades pel mur forma una U amb clastra interior. En aquest conjunt es troben l'habitatge humà, la torre de defensa, dependències per a les feines agrícoles (un forn i una portassa), i com a instal·lacions hidràuliques, dues cisternes situades a la clastra.
De forma aïllada i allunyats del conjunt de les cases hi ha: les solls, els sestadors, una barraca de roter i una altra de bestiar, tres aljubs, un safareig i un molí fariner. Aquest és de planta rectangular amb torre amb un únic portal per accedir a la base de la torre, on hi havia la maquinària. Des del costat dret del portal, arranca una escala per pujar a l'envelador.

### Torre de defensa
Hi ha una torre de defensa circular adossada a les cases de dues plantes i terrat; parament paredat en verd amb restes de referit d'argamassa. Tant la planta baixa com la superior presenten una volta de mitja taronja que tanca una clau del tipus tap, que permet la comunicació entre ambdues plantes. El portal és a la banda de ponent. A la planta pis s'accedeix des del terrat de les dependències que envolten la torre. A l'obertura del portal, que fa 1 m de gruix, hi ha una escala d'obra, amb set esglaons, que permet salvar el desnivell entre el terrat de les dependències i el terra actual de la planta pis de la torre, més alt. La cambra és coberta de volta esfèrica peraltada feta de paredat en verd. El terra actual és a un nivell una mica més alt que l'antic. Al terrat hi ha dues troneres amb els respectius permòdols.

## Restes arqueològiques
Davant les cases hi ha restes d'un talaiot (Restes de Vallgornera Vell).